# ماریا یارون‌هلمی
ماریا یاروِن‌هِـلمی (فنلاندی: Maria Järvenhelmi؛ زادهٔ ۱۴ ژوئن ۱۹۷۵) بازیگر و خواننده اهل فنلاند است.
از فیلم‌هایی که وی در آن نقش داشته‌است، می‌توان به روشنایی‌هایی در شفق، عشق بدشگون، رولو و روح جنگل، کشیش شریر و سوی دیگر امید اشاره کرد.